# Госпиталь Итальяно (Буэнос-Айрес)
Госпиталь Итальяно (исп. Hospital Italiano de Buenos Aires) — частная больница в Буэнос-Айресе, столице Аргентины.
В нём расположены 500 коек и обслуживается около 2 000 пациентов в месяц. Здания занимают около 7,8 га. Кроме того он имеет филиал в Сан-Хусто в округе Ла-Матанса, в провинции Буэнос-Айрес расположенном на 1,2 гектара территории. Госпиталь Итальяно оснащён новейшим оборудованием, занимает 5-й позицию рейтинга клиник и больниц высокой квалификации в Латинской Америке, подготовленный журналом AméricaEconomía.
Больница обслуживает как частных пациентов, так и лиц, получающих социальную помощь и лиц пользующихся страховыми медицинскими услугами.

## История
В 1836 году в Буэнос-Айресе была построена Сардинская военно-морская станция, с помощью которой королевство Сардиния осуществляло активное коммерческое и навигационное обслуживание как с Европой, так и с внутренним судоходством, возникла необходимость создания больницы для итальянских моряков, идея, которая тем не менее не была осуществлена до прибытия массового потока иммигрантов из Италии.

### Первая больница

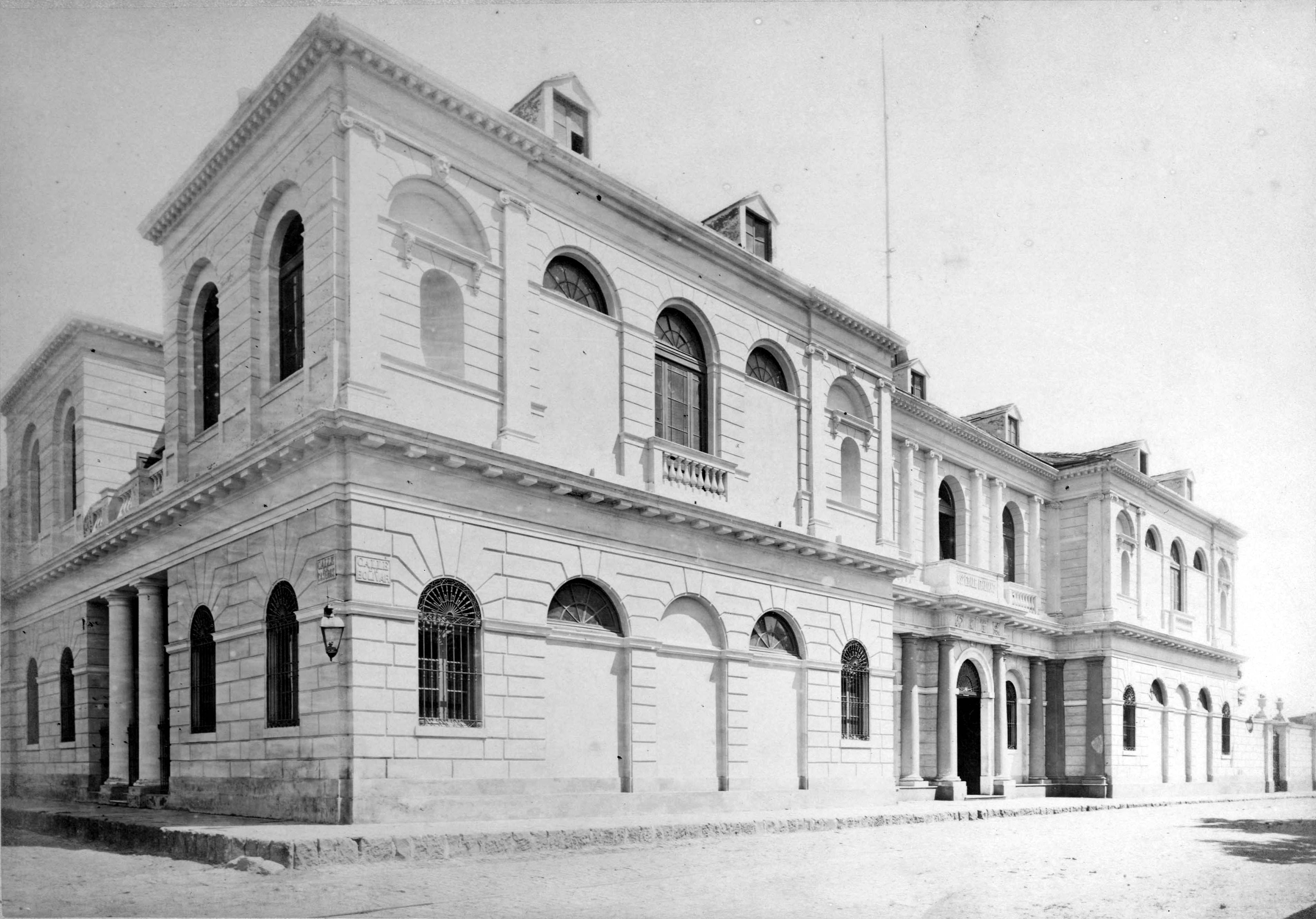
Первое здание Госпиталя Итальяно, построенное между 1854 и 1872 годами. Оно располагалось на углу Авенида Касерос и Боливар, в Сан-Тельмо. Сегодня на этом месте промышленный склад.

Больница первоначально была инициативой итальянских иммигрантов проживающих в городе. Первый камень в строительство здания был поставлен 12 марта 1854 года на земле, подаренной священником отцом Хосе Аратой. Граф Джованни Баттиста Альбини из Сардинии от имени короля Виктора Эммануила I выделил на строительство 45 000 песо. Строительство часто приостанавливали и еще не было завершено, когда в 1865 году был вопрос о размещении раненых солдат участвующих в Парагвайской войне. В 1867 году строительство снова было прервано, из-за эпидемии холеры, хотя правительство города Буэнос-Айреса арендовало недостроенное здание вплоть до 1869 года. Здание работало, как военный госпиталь, до окончания войны в 1870 году. А в 1871 году в здании были размещены пострадавшие от эпидемии желтой лихорадки. Госпиталь был достроен и открыт 8 декабря 1872 года.

### Вторая больница
Администрация больницы заключила соглашения с ассоциациями для обслуживания других иммигрантских общин, поэтому первого здания стало не хватать для обслуживания всех больных. Так началась кампания по получению средств на расширение больницы.
15 декабря 1889 года началось строительство новой больницы, спроектированной Хуаном Антонио Бушьяццо, на участке земли, ограниченном улицами Гаскон, Потоси, Палестина и Перон (топонимика 2007 года), в районе Альмагро, недалеко от станции метро Медрано. В церемонии открытия здания 21 декабря 1901 года, приняли участие первая леди Элиза Ф. де Хуарес Селман, жена президента Мигеля Хуареса Селмана и представитель короля Италии Умберто I. В 1903 году в здании разместилась Школа медсестер, а в 1905 году - Школа медицины и хирургии. 20 сентября 1913 года было открыто новое здание (поликлиника).

### Награды
В 2008 году Фонд «Конекс» наградил Госпиталь Итальяно дипломом «За заслуги» Konex Awards за важный вклад в развитие медицины в 1998-2007 годах в Аргентине.